# Журавская стоянка
Журавская стоянка — древнее поселение (12—10 тыс. до н. э.) на левом берегу реки Удай в селе Журавка Варвинского района Черниговской области.

Раскопки М. Я. Рудинского. 1929 год

Первое исследование стоянки провёл Михаил Яковлевич Рудинский в 1927—1930 годах.
Остатки Журавской стоянки залегали в лёссовидном суглинке в виде небольших скоплений кремня и расщеплённых костей степных животных (сурок и др.).
Среди кремнёвых изделий преобладают мелкие острия, резцы, пластинки, скребки и скобели, близкие к изделиям степных позднепалеолитических стоянок.
Журавская стоянка датируется по-разному — от начала позднего палеолита до раннего мезолита. Вероятно, она оставлена одной из позднепалеолитических групп населения Северного Причерноморья, которая проникла далеко на север в поисках объектов для охоты.
Скопление культурных остатков образовались на местах кратковременных (сезонных) наметоподобных жилищ.